# Tutela dell'impubere
Nel diritto romano la tutela dell'impubere è un istituto che limita la capacità legale d'agire del minore.
Ai bambini maschi di età inferiore a 14 anni e le femmine di età inferiore a 12, se sui iuris (vale a dire giuridicamente capaci perché non soggetti alla patria potestas di alcuno) veniva affidato un tutore. Di fatto la tutela sul minore consisteva nell'amministrazione dei beni. Sussisteva di fatto fra tutore e pupillo un rapporto di negotiorum gestio, per cui il primo non si limitava semplicemente a fornire il proprio avallo per il compimento di atti giuridici particolarmente rilevanti per il patrimonio del bambino, ma ne curava per intero gli affari.
Il tutore poteva essere agnatizio, ossia legato dal vincolo dell'agnatio con il pupillo (vincolo che accomunava tutti coloro che fossero nella potestà del medesimo pater familias). Questi ereditava dal minore in caso di morte dello stesso, si presumeva perciò che avesse maggior interesse ad amministrare adeguatamente il suo patrimonio.
Tuttavia, se il padre non riteneva degno alcun agnato, poteva designare un tutore al momento della redazione del proprio testamento.
Infine una lex Atilia approvata fra il 215 e il 200 a.C. stabilì che chiunque non avesse né tutore agnatizio né testamentario avesse diritto ad un tutore nominato dal pretore. Tale tutore prese il nome di "tutore atiliano", dal nome della legge.